# Équipe d'intervention en cas de catastrophe

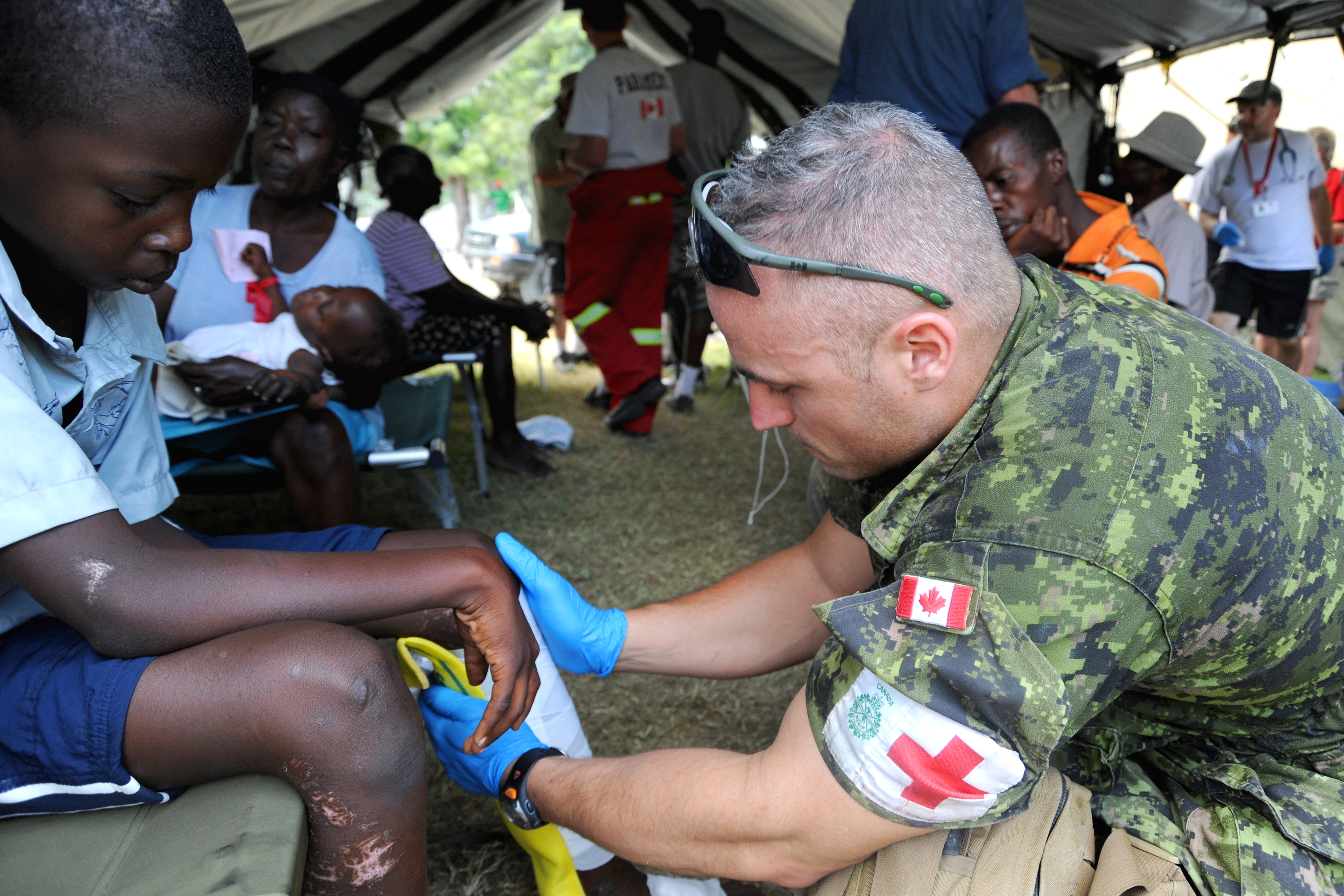
Un militaire canadien prodiguant des soins médicaux à un enfant haïtien durant l'opération Hestia en 2010

L’Équipe d’intervention en cas de catastrophe ou EICC (Disaster Assistance Response Team ou DART en anglais) est une organisation ad hoc des Forces armées canadiennes rapidement déployable composée d'environ 200 personnes afin de fournir de l'assistance aux régions affectées par un désastre naturel jusqu'à 40 jours. Le quartier général de l'EICC est basé à la base des Forces canadiennes (BFC) Kingston à Kingston en Ontario. L'EICC fut créée à l'automne 1996 par le gouvernement canadien en réponse à la réaction inadéquate au génocide au Rwanda en 1994 où l'aide canadienne arriva après le pic de l'épidémie de choléra. Le gouvernement décida qu'il serait utile d'avoir une équipe d'intervention rapide en attendant les troupes d'aide à long terme.

## Rôle
Le rôle de l'Équipe d'intervention en cas de catastrophe est de maintenir un effectif rapidement déployable partout dans le monde pour venir en aide lors de catastrophes naturelles ou de crises humanitaires. Le rôle principal de l'EICC est d'appuyer les organisations gouvernementales et non gouvernementales qui ont pour but de soulager les populations dans une crise humanitaire.

## Structure
L'Équipe d'intervention en cas de catastrophe est composée d'environ 200 militaires qui sont rapidement déployables. Elle inclut un quartier général, une compagnie de commandement, une troupe du génie, un peloton médical, un peloton logistique et un peloton de défense et sécurité. La troupe du génie comprend une section de purification d'eau, une section de construction, une section du génie de campagne et une section d'équipement lourd. Le peloton médical comprend le personnel médical nécessaire pour traiter de 200 à 250 patients externes chaque jour et 10 patients hospitalisés.

## Opérations
- Opération Renaissance 13-1 : aide humanitaire à la suite du typhon Haiyan aux Philippines en 2013[3]
- Opération Hestia : aide humanitaire à la suite du séisme de 2010 à Haïti
- Opération Plateau : aide humanitaire au Pakistan à la suite d'importants tremblements de terre en 2005
- Opération Structure : aide humanitaire au Sri Lanka à la suite du tsunami de 2004
- Opération Torrent : aide humanitaire en Turquie à la suite d'un important tremblement de terre en 1999
- Opération Central : aide humanitaire au Honduras à la suite de l'ouragan Mitch en 1998